# قزل-یولدوز (شهرستان چکماگوشفسکی، باشقیرستان)
قزل-یولدوز (انگلیسی: Kyzyl-Yulduz, Chekmagushevsky District, Republic of Bashkortostan) یک شهرک در شهرستان چکماگوشفسکی استان باشقیرستان کشور روسیه است.